# Rimini Calcio 1966-1967
Questa voce raccoglie le informazioni riguardanti il Rimini Calcio nelle competizioni ufficiali della stagione 1966-1967.

## Rosa
| N. |                   | Ruolo | Calciatore          |
| -- | ----------------- | ----- | ------------------- |
|    | Italia (bandiera) | A     | Roberto Bellinazzi  |
|    | Italia (bandiera) | A     | Bruno Benetti       |
|    | Italia (bandiera) | D     | Franco Bertini      |
|    | Italia (bandiera) | C     | Guido Castellucci   |
|    | Italia (bandiera) | P     | Roberto Conti       |
|    | Italia (bandiera) | D     | Flavio Fiorini      |
|    | Italia (bandiera) | C     | Antonio Fusari      |
|    | Italia (bandiera) | C     | Gilberto Garrattoni |
|    | Italia (bandiera) | D     | Renato Graziani     |
|    | Italia (bandiera) | A     | Walter Grilli       |
|    | Italia (bandiera) | A     | Gianni Lazzaretto   |
|    | Italia (bandiera) | D     | Giovanni Magnani    |

| N. |                   | Ruolo | Calciatore          |
| -- | ----------------- | ----- | ------------------- |
|    | Italia (bandiera) | C     | Roberto Malcontenti |
|    | Italia (bandiera) | C     | Massimo Menichelli  |
|    | Italia (bandiera) | C     | Giorgio Perversi    |
|    | Italia (bandiera) | C     | Vittorino Protti    |
|    | Italia (bandiera) | C     | Adriano Quadrelli   |
|    | Italia (bandiera) | P     | Rossano Salvadori   |
|    | Italia (bandiera) | D     | Sergio Santarini    |
|    | Italia (bandiera) | D     | Gianfranco Sarti    |
|    | Italia (bandiera) | D     | Romano Scardovi     |
|    | Italia (bandiera) | A     | Roberto Semprini    |
|    | Italia (bandiera) | C     | Roberto Zandri      |